# Animales Muertos
Animales Muertos és un trio de punk rock format a la ciutat de Saragossa el 1995. Tot i dissoldre's com a grup abans no acabés la dècada que els havia vist néixer, Animales Muertos va tornar als escenaris el 2019 amb una formació renovada amb membres de Non Servium.
La seva música parteix d'estructures senzilles de quatre acords acompanyades de lletres curulles de mala bava. El seu disc homònim de debut, de 1995, conté tretze cançons crues i descarnades, entre elles una versió de «Breaking the law» de Judas Priest, titulada «Véndemelo», que compta amb la col·laboració del cantautor punk Manolo Kabezabolo. A la coberta de l'àlbum apareix una il·lustració del papa Joan Pau II injectant-se heroïna sobre un llit de bitllets. La contracoberta, després d'una llista de dedicatòries, resa:
| « | P.D.: Dedicat molt especialment a tots els camells presos i a les drogues. Sense elles res no seria igual. | » |

## Discografia
- Animales Muertos (1995)
- Ahí keda eso!! (EP, 2023)